# Toray Pan Pacific Open 1985
Il Toray Pan Pacific Open 1985 è stato un torneo di tennis giocato sul sintetico indoor.
È stata la 10ª edizione del Toray Pan Pacific Open, che fa parte del Virginia Slims World Championship Series 1985. Si è giocato al Tokyo Metropolitan Gymnasium di Tokyo, in Giappone, dal 9 al 15 dicembre 1985.

## Campionesse

### Singolare
Manuela Maleeva ha battuto in finale  Bonnie Gadusek con il punteggio di 7–6(2), 3–6, 7–5

### Doppio
Claudia Kohde Kilsch /  Helena Suková hanno battuto in finale  Marcella Mesker /  Elizabeth Sayers-Smylie con il punteggio di 6–0, 6–4